# Norra Ämten
Norra Ämten är en sjö i Storfors kommun i Värmland och ingår i Göta älvs huvudavrinningsområde. Sjön är 8 meter djup, har en yta på 1,35 kvadratkilometer och befinner sig 138 meter över havet. Sjön avvattnas av vattendraget Ämtån.

## Delavrinningsområde
Norra Ämten ingår i det delavrinningsområde (660321-140385) som SMHI kallar för Mynnar i Norra Ämten. Medelhöjden är 152 meter över havet och ytan är 8,35 kvadratkilometer. Räknas de 2 avrinningsområdena uppströms in blir den ackumulerade arean 15,76 kvadratkilometer. Ämtån som avvattnar avrinningsområdet har biflödesordning 5, vilket innebär att vattnet flödar genom totalt 5 vattendrag innan det når havet efter 330 kilometer. Avrinningsområdet består mestadels av skog (57 procent) och sankmarker (14 procent). Avrinningsområdet har 1,34 kvadratkilometer vattenytor vilket ger det en sjöprocent på 16 procent.